# Emu
Emu (znanstveno ime Dromaius novaehollandiae) je največja avtohtona vrsta ptiča v Avstraliji in za nojem druga največja na svetu. Predstavniki zrastejo tudi do 1,8 m in tehtajo do 45 kilogramov.
Ima dolg vrat, majhno glavo in zelo dolge noge. Teče zelo hitro (do 50 km/h), zna pa tudi plavati. Pokrit je z dolgimi, debelimi peresi, ki so temno rjavo do sivo - rjavo obarvani. Njihova glava ima krajša peresa, oster kljun, velike oči in po navadi modro grlo. Imajo izjemno dolge noge s tremi prsti. Samci in samice so si med seboj podobni, le da so samice nekoliko večje.
Življenjska doba je približno šest let. Parijo se od drugega leta starosti naprej. Samica leže temno zelena jajca (5 do 10) v en meter široko gnezdo, ki je zgrajeno iz trave in plevela, zgradi pa ga samec in stoji na tleh. Samec vali jajca 8 tednov. Med tem časom le redko zapusti gnezdo, preživlja pa se s plastmi maščobe, ki si jih je nabral pred gnezdenjem. Ko se mladiči izvalijo, skrbi samec zanje še nadaljnjih 6-9 mesecev.
Živijo v velikih jatah na travnatih ravninah, odprtih gozdovih, grmičastih pokrajinah, puščavah, razen v deževnih gozdovih. Jedo travo, sadje, semena in žuželke.